# Conclave del 1691
Il conclave del 1691 venne convocato il 12 febbraio a seguito della morte di papa Alessandro VIII e si concluse il 12 luglio con l'elezione di Innocenzo XII. Fu il più lungo conclave del XVII secolo.

## Descrizione
Papa Alessandro VIII morì il 1º febbraio 1691 all'età di ottant'anni, dopo aver regnato per poco meno di un anno e quattro mesi. Il conclave si aprì meno di due settimane dopo, il 12 febbraio all'interno della Cappella Sistina in Vaticano, e durò esattamente cinque mesi.
Su un totale di 70 cardinali, 65 presero parte all'elezione. Cinque cardinali non parteciparono al conclave, di cui uno per motivi di salute e gli altri per motivi di distanza. Altri quattro porporati furono costretti a lasciarlo prima dell'elezione per malattia, due dei quali morirono poco dopo, a conclave ancora in corso. All'ultima votazione parteciparono, quindi, 61 cardinali.
I padri conciliari formarono, come da tradizione, tre gruppi: filo-francesi, filo-spagnoli e «zelanti». Quest'ultimo gruppo era guidato dal cardinale Giovanni Francesco Negroni, che fu determinante per la mancata elezione di Giovanni Dolfin, inviso anche ai filo-spagnoli. Il 4 aprile Flavio Chigi si fece portavoce della candidatura di Gregorio Barbarigo che però, essendo veneziano, venne giudicato inaccettabile dal sacro romano imperatore Leopoldo I.
Pur non lanciando un veto formale contro Barbarigo, Leopoldo fece sapere che non avrebbe gradito la sua elezione. Oltre al sovrano asburgico, l'ambasciatore spagnolo a Roma si adoperò contro l'elezione di Barbarigo e Luigi XIV si unì a tale opposizione a causa dei desideri dei suoi alleati. Leandro Colloredo, leader degli «zelanti» all'interno del sacro collegio, in un primo tempo continuò a sostenere Barbarigo per il pontificato; quest'ultimo era visto come un individuo moralmente ineccepibile e si pensava che, se eletto, avrebbe potuto abolire il nepotismo.
Leopoldo aveva inviato un messaggero con due lettere per i suoi cardinali: nella prima, pubblica, dichiarava di non voler porre alcun veto contro Barbarigo; nella seconda, privata, esprimeva il desiderio che Barbarigo non venisse eletto, senza però volersi prendere la responsabilità dell'esclusione, preferendo piuttosto che fossero gli spagnoli a farlo. Inoltre, alcuni dei cardinali più materialisti temevano che Barbarigo sarebbe stato altrettanto severo di Papa Innocenzo XI: anche questo contribuì alla sua mancata elezione.
Entro la fine di aprile fu chiaro a tutti i cardinali che Barbarigo non sarebbe stato eletto, e il conclave entrò in un periodo in cui non aveva una direzione chiara. Gli scrutini non segnalavano alcun candidato "papabile"; i voti pomeridiani spesso si limitavano a ripetere lo stallo degli scrutini mattutini. Per la prima volta dal 1503, alcuni voti andarono anche a uomini non cardinali.
In poco tempo fiorirono le scommesse che il nuovo papa sarebbe stato eletto prima della Festa dei santi Pietro e Paolo (29 giugno), ma le trattative non accennarono ad arrivare a una conclusione. Successe anche che, a inizio giugno, scoppiò un incendio nella cella del cardinale Lorenzo Altieri; si rese così necessario infrangere la clausura per dare modo ai soccorritori di spegnere le fiamme. Federico Altieri iniziò a cercare di assicurarsi l'elezione al papato: cercò di presentarsi pubblicamente come un personaggio favorevole a Leopoldo I, ma anche di accattivarsi il favore di Luigi XIV. La fazione degli zelanti e Flavio Chigi si opposero a lui, il che fu sufficiente a fermare la sua corsa. Alla fine di giugno, inoltre, il caldo si fece sentire e alcuni cardinali si ammalarono.
In luglio si decise di eleggere un candidato di compromesso: la scelta cadde su Antonio Pignatelli che, nonostante l'opposizione degli zelanti, divenne papa con il nome di Innocenzo XII. Scelse questo nome pontificale in onore di Innocenzo XI, che lo aveva creato cardinale. Il nuovo papa venne incoronato tre giorni dopo, il 15 luglio, dal cardinale protodiacono Urbano Sacchetti; prese possesso della basilica di San Giovanni in Laterano il 13 aprile 1692.

## Collegio cardinalizio all'epoca del conclave

### Presenti in conclave
| Nome                                           | Paese                                   | Titolo                                                                 | Ruolo | Nascita    | Concistoro | Creato da            |
| ---------------------------------------------- | --------------------------------------- | ---------------------------------------------------------------------- | --- | ---------- | ---------- | -------------------- |
| Alderano Cybo-Malaspina                        | Ducato di Massa e Principato di Carrara | Cardinale vescovo di Ostia e Velletri                                  | Segretario della Congregazione della romana e universale Inquisizione; Prefetto della Congregazione dei riti; Decano del Collegio cardinalizio                                                       | 16/07/1613 | 06/03/1645 | papa Innocenzo X     |
| Flavio Chigi                                   | Ducato di Siena                         | Cardinale vescovo di Porto e Santa Rufina                              | Prefetto della Congregazione dei confini; Arciprete della Basilica di San Giovanni in Laterano; Sottodecano del Collegio cardinalizio                                                                | 10/05/1631 | 09/04/1657 | papa Alessandro VII  |
| Giacomo Franzoni                               | Repubblica di Genova                    | Cardinale vescovo di Frascati                                          | Vescovo di Camerino | 05/12/1612 | 29/04/1658 | papa Alessandro VII  |
| Paluzzo Paluzzi Altieri degli Albertoni        | Stato Pontificio                        | Cardinale vescovo di Sabina                                            | Prefetto della Congregazione dell'Indice dei libri proibiti; Prefetto della Congregazione di Propaganda Fide; Camerlengo di Santa Romana Chiesa; Protettore del Santuario della Santa Casa di Loreto | 08/06/1623 | 14/01/1664 | papa Alessandro VII  |
| Emmanuel Théodose de La Tour d'Auvergne        | Regno di Francia                        | Cardinale vescovo di Albano                                            | Grande elemosiniere di Francia; Abate commendatario di Cluny | 24/08/1643 | 05/08/1669 | papa Clemente IX     |
| Francesco Maidalchini                          | Stato Pontificio                        | Cardinale presbitero di Santa Maria in Via                             | Cardinale protopresbitero | 21/04/1631 | 07/10/1647 | papa Innocenzo X     |
| Carlo Barberini                                | Stato Pontificio                        | Cardinale presbitero di San Lorenzo in Lucina                          | Arciprete della Basilica di San Pietro in Vaticano; Presidente della Fabbrica di San Pietro; Abate commendatario di Subiaco                                                                          | 01/06/1630 | 23/06/1653 | papa Innocenzo X     |
| Gregorio Barbarigo                             | Repubblica di Venezia                   | Cardinale presbitero di San Marco                                      | Vescovo di Padova | 16/09/1625 | 05/04/1660 | papa Alessandro VII  |
| Giannicolò Conti                               | Stato Pontificio                        | Cardinale presbitero di Santa Maria in Traspontina                     | Vescovo di Ancona e Numana | 01/06/1617 | 14/01/1664 | papa Alessandro VII  |
| Giulio Spinola                                 | Repubblica di Genova                    | Cardinale presbitero di Santa Prassede                                 | Arcivescovo-vescovo emerito di Lucca | 13/05/1612 | 15/02/1666 | papa Alessandro VII  |
| Giovanni Dolfin                                | Repubblica di Venezia                   | Cardinale presbitero pro hac vice dei Santi Vito, Modesto e Crescenzia | Patriarca di Aquileia | 22/04/1617 | 07/03/1667 | papa Alessandro VII  |
| Niccolò Acciaiuoli                             | Granducato di Toscana                   | Cardinale presbitero di San Callisto                                   | Legato apostolico emerito di Ferrara | 06/07/1630 | 29/11/1669 | papa Clemente IX     |
| Gaspare Carpegna                               | Stato Pontificio                        | Cardinale presbitero di Santa Maria in Trastevere                      | Vicario generale di Sua Santità per la diocesi di Roma; Prefetto della Congregazione dei vescovi e regolari; Prefetto della Congregazione dell'immunità ecclesiastica                                | 08/05/1625 | 22/12/1670 | papa Clemente X      |
| César d'Estrées                                | Regno di Francia                        | Cardinale presbitero della Santissima Trinità al Monte Pincio          | Vescovo emerito di Laon | 05/02/1628 | 24/08/1671 | papa Clemente X      |
| Pierre de Bonzi                                | Regno di Francia                        | Cardinale presbitero di Sant'Eusebio                                   | Arcivescovo metropolita di Narbona | 15/04/1631 | 22/02/1672 | papa Clemente X      |
| Vincenzo Maria Orsini, O.P.                    | Regno di Napoli                         | Cardinale presbitero di San Sisto                                      | Arcivescovo metropolita di Benevento | 02/02/1649 | 22/02/1672 | papa Clemente X      |
| Francesco Nerli                                | Granducato di Toscana                   | Cardinale presbitero di San Matteo in Merulana                         | Arcivescovo-vescovo emerito di Assisi | 12/06/1636 | 12/06/1673 | papa Clemente X      |
| Girolamo Casanate                              | Regno di Napoli                         | Cardinale presbitero di San Silvestro in Capite                        | Segretario emerito della Congregazione dei vescovi e regolari | 13/02/1620 | 12/06/1673 | papa Clemente X      |
| Federico Baldeschi Colonna                     | Stato Pontificio                        | Cardinale presbitero di Sant'Anastasia                                 | Prefetto della Congregazione del concilio | 02/09/1625 | 12/06/1673 | papa Clemente X      |
| Galeazzo Marescotti                            | Stato Pontificio                        | Cardinale presbitero dei Santi Quirico e Giulitta                      | Arcivescovo-vescovo emerito di Tivoli | 01/10/1627 | 27/05/1675 | papa Clemente X      |
| Fabrizio Spada                                 | Stato Pontificio                        | Cardinale presbitero di San Crisogono                                  | Legato apostolico emerito di Urbino | 17/03/1643 | 27/05/1675 | papa Clemente X      |
| Philip Thomas Howard, O.P.                     | Regno d'Inghilterra                     | Cardinale presbitero di Santa Maria sopra Minerva                      | Arciprete della Basilica di Santa Maria Maggiore | 21/09/1629 | 27/05/1675 | papa Clemente X      |
| Giambattista Spinola                           | Repubblica di Genova                    | Cardinale presbitero di Santa Cecilia                                  | Pro-governatore di Roma; Camerlengo del Collegio cardinalizio | 20/09/1615 | 01/09/1681 | papa Innocenzo XI    |
| Antonio Pignatelli di Spinazzola               | Regno di Napoli                         | Cardinale presbitero di San Pancrazio fuori le mura                    | Arcivescovo metropolita di Napoli | 13/03/1615 | 01/09/1681 | papa Innocenzo XI    |
| Francesco Bonvisi                              | Repubblica di Lucca                     | Cardinale presbitero di Santo Stefano al Monte Celio                   | Arcivescovo-vescovo di Lucca | 16/05/1626 | 01/09/1681 | papa Innocenzo XI    |
| Savio Mellini                                  | Stato Pontificio                        | Cardinale presbitero di San Pietro in Vincoli                          | Arcivescovo-vescovo di Orvieto | 05/07/1644 | 01/09/1681 | papa Innocenzo XI    |
| Federico Visconti                              | Ducato di Milano                        | Cardinale presbitero dei Santi Bonifacio e Alessio                     | Arcivescovo metropolita di Milano | 04/12/1617 | 01/09/1681 | papa Innocenzo XI    |
| Raimondo Capizucchi, O.P.                      | Stato Pontificio                        | Cardinale presbitero di Santa Maria degli Angeli                       | Maestro emerito del Sacro Palazzo Apostolico | 07/11/1615 | 01/09/1681 | papa Innocenzo XI    |
| Lorenzo Brancati, O.F.M.Conv.                  | Regno di Napoli                         | Cardinale presbitero dei Santi XII Apostoli                            | Archivista e bibliotecario di Santa Romana Chiesa | 10/04/1612 | 01/09/1681 | papa Innocenzo XI    |
| Giacomo de Angelis                             | Granducato di Toscana                   | Cardinale presbitero di Santa Maria in Ara Coeli                       | Abate commendatario di Nonantola | 13/10/1610 | 02/09/1686 | papa Innocenzo XI    |
| Opizio Pallavicini                             | Repubblica di Genova                    | Cardinale presbitero dei Santi Silvestro e Martino ai Monti            | Arcivescovo-vescovo di Spoleto | 15/10/1632 | 02/09/1686 | papa Innocenzo XI    |
| Marcello Durazzo                               | Repubblica di Genova                    | Cardinale presbitero di Santa Prisca                                   | Arcivescovo-vescovo di Ferrara | 06/03/1633 | 02/09/1686 | papa Innocenzo XI    |
| Marcantonio Barbarigo                          | Repubblica di Venezia                   | Cardinale presbitero di Santa Susanna                                  | Arcivescovo-vescovo di Montefiascone e Corneto | 06/03/1640 | 02/09/1686 | papa Innocenzo XI    |
| Carlo Ciceri                                   | Ducato di Milano                        | Cardinale presbitero di Sant'Agostino                                  | Vescovo di Como | 26/12/1618 | 02/09/1686 | papa Innocenzo XI    |
| Leopold Karl von Kollonitsch                   | Regno d'Ungheria                        | Cardinale presbitero di San Girolamo dei Croati                        | Arcivescovo metropolita di Kalocsa e Bács | 26/10/1631 | 02/09/1686 | papa Innocenzo XI    |
| Étienne Le Camus                               | Regno di Francia                        | Cardinale presbitero                                                   | Vescovo di Grenoble | 24/09/1632 | 02/09/1686 | papa Innocenzo XI    |
| Johannes von Goes                              | Arciducato d'Austria                    | Cardinale presbitero di San Pietro in Montorio                         | Principe-vescovo di Gurk | 10/02/1612 | 02/09/1686 | papa Innocenzo XI    |
| Pier Matteo Petrucci, C.O.                     | Stato Pontificio                        | Cardinale presbitero di San Marcello                                   | Vescovo di Jesi | 20/05/1636 | 02/09/1686 | papa Innocenzo XI    |
| Pedro de Salazar Gutiérrez de Toledo, O. de M. | Regno di Spagna                         | Cardinale presbitero di Santa Croce in Gerusalemme                     | Vescovo di Cordova | 11/04/1630 | 02/09/1686 | papa Innocenzo XI    |
| Jan Kazimierz Denhoff                          | Confederazione polacco-lituana          | Cardinale presbitero di San Giovanni a Porta Latina                    | Vescovo di Cesena | 08/06/1649 | 02/09/1686 | papa Innocenzo XI    |
| José Sáenz de Aguirre, O.S.B.                  | Regno di Spagna                         | Cardinale presbitero di Santa Balbina                                  | | 24/03/1630 | 02/09/1686 | papa Innocenzo XI    |
| Leandro Colloredo, C.O.                        | Repubblica di Venezia                   | Cardinale presbitero dei Santi Nereo e Achilleo                        | Penitenziere maggiore | 09/10/1639 | 02/09/1686 | papa Innocenzo XI    |
| Fortunato Ilario Carafa della Spina            | Regno di Napoli                         | Cardinale presbitero dei Santi Giovanni e Paolo                        | Vescovo di Aversa | 16/02/1631 | 02/09/1686 | papa Innocenzo XI    |
| Bandino Panciatichi                            | Granducato di Toscana                   | Cardinale presbitero di San Tommaso in Parione                         | Pro-datario di Sua Santità | 10/07/1629 | 13/02/1690 | papa Alessandro VIII |
| Giacomo Cantelmo                               | Regno di Napoli                         | Cardinale presbitero dei Santi Marcellino e Pietro                     | Arcivescovo metropolita di Capua | 13/06/1640 | 13/02/1690 | papa Alessandro VIII |
| Ferdinando d'Adda                              | Ducato di Milano                        | Cardinale presbitero di San Clemente                                   | Nunzio apostolico emerito in Inghilterra | 01/09/1650 | 13/02/1690 | papa Alessandro VIII |
| Toussaint de Forbin-Janson                     | Regno di Francia                        | Cardinale presbitero di Sant'Agnese fuori le mura                      | Vescovo di Beauvais | 01/10/1631 | 13/02/1690 | papa Alessandro VIII |
| Giambattista Rubini                            | Repubblica di Venezia                   | Cardinale presbitero di San Lorenzo in Panisperna                      | Vescovo di Vicenza; Legato apostolico di Urbino | 05/06/1642 | 13/02/1690 | papa Alessandro VIII |
| Francesco del Giudice                          | Regno di Napoli                         | Cardinale presbitero di Santa Maria del Popolo                         | Vice-camerlengo emerito della Camera apostolica | 07/12/1647 | 13/02/1690 | papa Alessandro VIII |
| Giovanni Battista Costaguti                    | Repubblica di Genova                    | Cardinale presbitero di San Bernardo alle Terme Diocleziane            | Decano emerito della Camera apostolica | 0/0/1636   | 13/02/1690 | papa Alessandro VIII |
| Urbano Sacchetti                               | Stato Pontificio                        | Cardinale diacono di Santa Maria in Via Lata                           | Vescovo di Viterbo e Tuscania; Cardinale protodiacono | 07/03/1640 | 01/09/1681 | papa Innocenzo XI    |
| Gianfrancesco Ginetti                          | Stato Pontificio                        | Cardinale diacono di San Nicola in Carcere                             | Arcivescovo metropolita di Fermo | 12/12/1626 | 01/09/1681 | papa Innocenzo XI    |
| Benedetto Pamphilj, O.S.Io.Hieros.             | Stato Pontificio                        | Cardinale diacono di Sant'Agata alla Suburra                           | Gran priore di Roma del Sovrano Militare Ordine di Malta; Prefetto del Supremo tribunale della Segnatura apostolica; Legato apostolico di Bologna                                                    | 25/04/1653 | 01/09/1681 | papa Innocenzo XI    |
| Domenico Maria Corsi                           | Granducato di Toscana                   | Cardinale diacono di Sant'Eustachio                                    | Legato apostolico di Romagna; Vescovo di Rimini | 0/0/1633   | 02/09/1686 | papa Innocenzo XI    |
| Giovanni Francesco Negroni                     | Repubblica di Genova                    | Cardinale diacono di San Cesareo in Palatio                            | Vescovo di Faenza | 03/10/1629 | 02/09/1686 | papa Innocenzo XI    |
| Fulvio Astalli                                 | Stato Pontificio                        | Cardinale diacono dei Santi Cosma e Damiano                            | | 29/07/1655 | 02/09/1686 | papa Innocenzo XI    |
| Francesco Maria de' Medici                     | Granducato di Toscana                   | Cardinale diacono di Santa Maria in Domnica                            | Governatore di Governatore di Siena | 12/11/1660 | 02/09/1686 | papa Innocenzo XI    |
| Rinaldo d'Este                                 | Ducato di Modena e Reggio               | Cardinale diacono di Santa Maria della Scala                           | | 25/04/1655 | 02/09/1686 | papa Innocenzo XI    |
| Pietro Ottoboni                                | Repubblica di Venezia                   | Cardinale diacono pro hac vice di San Lorenzo in Damaso                | Segretario dei memoriali; Vice-cancelliere di Santa Romana Chiesa; Legato apostolico di Avignone | 02/07/1667 | 07/11/1689 | papa Alessandro VIII |
| Carlo Bichi                                    | Ducato di Siena                         | Cardinale diacono di Santa Maria in Cosmedin                           | Uditore generale emerito della Camera apostolica | 06/05/1638 | 13/02/1690 | papa Alessandro VIII |
| Giuseppe Renato Imperiali                      | Regno di Napoli                         | Cardinale diacono di San Giorgio in Velabro                            | Tesoriere generale della Camera apostolica; Legato apostolico di Ferrara | 01/05/1651 | 13/02/1690 | papa Alessandro VIII |
| Luigi Omodei                                   | Ducato di Milano                        | Cardinale diacono di Santa Maria in Portico Campitelli                 | | 20/03/1657 | 13/02/1690 | papa Alessandro VIII |
| Giovanni Francesco Albani                      | Stato Pontificio                        | Cardinale diacono di Sant'Adriano al Foro                              | Segretario dei Brevi apostolici | 23/07/1649 | 13/02/1690 | papa Alessandro VIII |
| Francesco Barberini                            | Stato Pontificio                        | Cardinale diacono di Sant'Angelo in Pescheria                          | | 12/11/1662 | 13/11/1690 | papa Alessandro VIII |
| Lorenzo Altieri                                | Stato Pontificio                        | Cardinale diacono di Santa Maria in Aquiro                             | | 10/06/1671 | 13/11/1690 | papa Alessandro VIII |

### Assenti in conclave
| Nome                                        | Paese                                  | Titolo                                         | Ruolo                                                                                                  | Nascita    | Concistoro | Creato da           |
| ------------------------------------------- | -------------------------------------- | ---------------------------------------------- | --- | ---------- | ---------- | ------------------- |
| Antonio Bichi                               | Ducato di Siena                        | Cardinale vescovo di Palestrina                | Vescovo di Osimo                                                                                       | 30/03/1614 | 09/04/1657 | papa Alessandro VII |
| Luis Manuel Fernández Portocarrero y Guzmán | Regno di Spagna                        | Cardinale presbitero di Santa Sabina           | Arcivescovo metropolita di Toledo                                                                      | 08/01/1635 | 05/08/1669 | papa Clemente IX    |
| Veríssimo de Lencastre                      | Regno del Portogallo                   | Cardinale presbitero                           | Inquisitore generale del Portogallo                                                                    | 15/11/1615 | 02/09/1686 | papa Innocenzo XI   |
| Augustyn Michał Stefan Radziejowski         | Confederazione polacco-lituana         | Cardinale presbitero di Santa Maria della Pace | Arcivescovo metropolitadi Gniezno                                                                      | 03/12/1645 | 02/09/1686 | papa Innocenzo XI   |
| Wilhelm Egon von Fürstenberg                | Principato di Fürstenberg-Heiligenberg | Cardinale presbitero di Sant'Onofrio           | Decano della cattedrale di Colonia; Principe-abate di Malmedy e Stablo; Principe-vescovo di Strasburgo | 02/12/1629 | 02/09/1686 | papa Innocenzo XI   |